# 中野洋一
中野 洋一（なかの よういち、1953年 - ）は、日本の経済学者。元九州国際大学国際関係学部、大学院企業政策研究科教授。専門は、世界経済論。

## 人物
北海道千歳市生まれ、北星学園大学経済学部卒業、明治大学大学院商学研究科修了。明治大学博士（商学）。2003年九州国際大学国際商学部長、2005年国際関係学部長、2008年アジア共生学会会長、2012年副学長、2020年NPO法人アジアアフリカ研究所代表理事。九州国際大学名誉教授。

## 著書
- 『今日の国際経済』（共著、岡倉古志郎・柴田政利編著、青木書店、1989年）
- 『21世紀の第三世界』（共著、土生長穂編著、大月書店、1991年）
- 『軍拡と貧困の世界経済論』（梓出版社、1997年）
- 『開発とグローバリゼーション』（共著、土生長穂編著、柏書房、2000年）
- 『環境問題と経済発展』（共著、九州国際大学環境問題研究会編、社会文化研究所、2001年）
- 『新版　軍拡と貧困の世界経済論』（梓出版社、2001年）
- 『新しい国際協力論』（共著、山田満編著、明石書店、2010年）
- 『軍拡と貧困のグローバル資本主義』（法律文化社、2010年）
- 『原発依存と地球温暖化論の策略　経済学からの批判的考察』（法律文化社、2011年）
- 『九州原発ゼロへ、48の視点』（共著、木村朗編、南方新社、2013年）
- 『世界の原発産業と日本の原発輸出』（明石書店、2015年）
- 『グローバル・サウスとは何か』（共著、松下冽・藤田憲編著、ミネルヴァ書房、2016年）
- 『新しい国際協力論（改訂版）』（共著、山田満編、明石書店、2018年）
- 『新しい国際協力論（第3版）』（共著、山田満・堀江正伸編、明石書店、2023年）
- 総合雑誌『SIGHT』第65号2017年3月特集「電力が足りているのに原発を再稼働。その欲望が怖い」、編集長渋谷陽一のインタビュー「絶対に採算の取れないない原発ビジネスを回し続ける、『原発マネー』の呪縛を絶たねばならない」
- 雑誌論文「福島原発事故以後の原発産業」『経済科学通信』No.145、2018年3月
- 紀要論文「最近の原発産業をめぐる大きな変化」『折尾愛真短期大学論集』No.52、2021年3月